# Muro apiário
Os muros apiários ou muros de abelhas são estruturas feitas pelo homem para proteger as colmeias da ação de predadores, tais como o urso.
Na Península Ibérica estas construções são de pedra, definindo recintos fechados, geralmente circulares, que podem atingir alguns metros de altura, com remates virados para o exterior e portas de pequena altura.

## Exemplares
Subsistem vários exemplares em regiões da bacia média do Tejo (Beira Baixa, Alto Alentejo e Estremadura).
- Vallé de la Roya (Vale de Róia), nos Alpes-Marítimos, França, com 90 muros apiários em 12 km.
- Galiza e Cantánria, Espanha.
- Gerês, Montesinho, Douro Internacional, Beira Baixa, Norte Alentejo e Baixo Alentejo.